# Krka, Kroatien
Krka (latin: Titius, italienska: Cherca) är en flod i landskapet Dalmatien i länet Šibenik-Knins län i södra Kroatien.  Floden är cirka 73 kilometer lång och dess avrinningsområde täcker 2 088 km2. Den har sin källa vid berget Dinaras fot, nära den kroatisk-bosniska gränsen. Floden passerar staden Knin och mynnar ut i sjön Proklansko jezero i närheten av Skradin. 
Krka är känd framförallt för sina många vattenfall och den passerar bland annat Nationalparken Krka som är uppkallad efter floden.